# Lua Vermelha
Lua Vermelha (Luna roja) es una telenovela portuguesa emitida en el canal SIC.
Producida con SP Televisão se estrenó el 31 de enero de 2010, los fines de semana a las 21.00. A partir del 12 de julio la serie pasó de lunes a viernes a las 21.00.
Se emitió en México y América Latina en el canal de cable infantil Tiin de Televisa. En Venezuela, la serie se emitió en Televen.

## Sinopsis
La trama está ambientada en el colegio Vale da Luz, situado en el corazón de la sierra de Sintra. Este colegio sigue una estricta disciplina formando a chicos en situación crítica o que simplemente son considerados distintos (huérfanos, chicos problemáticos, superdotados) y por eso no encajan en el sistema escolar habitual. El colegio defiende la excelencia y promueve la competición entre alumnos. El colegio sigue un sistema de reclusión muy semejante a una prisión, rodeado por un bosque en el que se han producido históricamente varios sucesos misteriosos, que forman parte del folklore local.
La historia de Luna Vermelha comienza con la llegada de una nueva alumna, Isabel, que tras la muerte de sus padres en un viaje en barco por el Mediterráneo se ve obligada a asistir al colegio Vale da Luz como internada, porque sus tíos maternos no están dispuestos a ocuparse de ella a pesar de haberse convertido en sus tutores legales y disponer de su fortuna hasta que alcance la mayoría de edad. Isabel pasa por momentos difíciles para adaptarse al nuevo colegio, envuelto en un clima nublado y lluvioso persistente que se refleja en la actitud de los estudiantes. 
En el colegio Vale da Luz viven varios vampiros: Afonso, Henrique y Beatriz, que mantienen una vida discreta gracias a la tregua que vampiros y humanos han establecido desde hace más de cien años. Sin embargo, un grupo radical de humanos llamado Luz Eterna ha roto la tregua matando a dos vampiros y decide continuar con la guerra. Este acontecimiento lleva a que los vampiros se reúnan en consejo y decidan tomar represalias. Pero claro, todo se complicara gracias al creciente amor entre Afonso e Isabel, la pregunta es, ¿ Lograra Isabel salir viva de su peligroso amor?

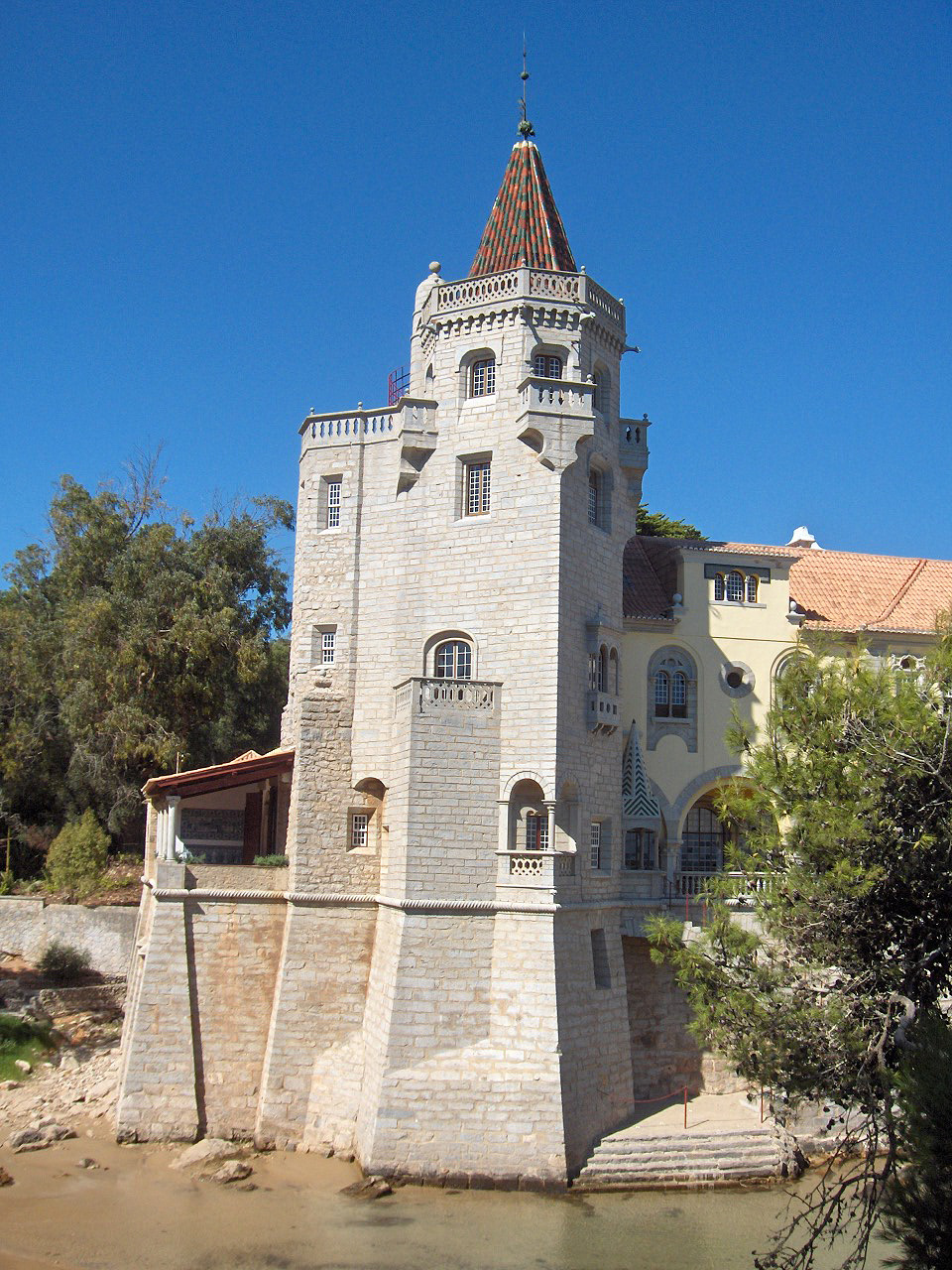
Museo Biblioteca Conde Castro Guimarães (Cascais), lugar de filmación de Lua Vermelha (Colégio Vale da Luz)

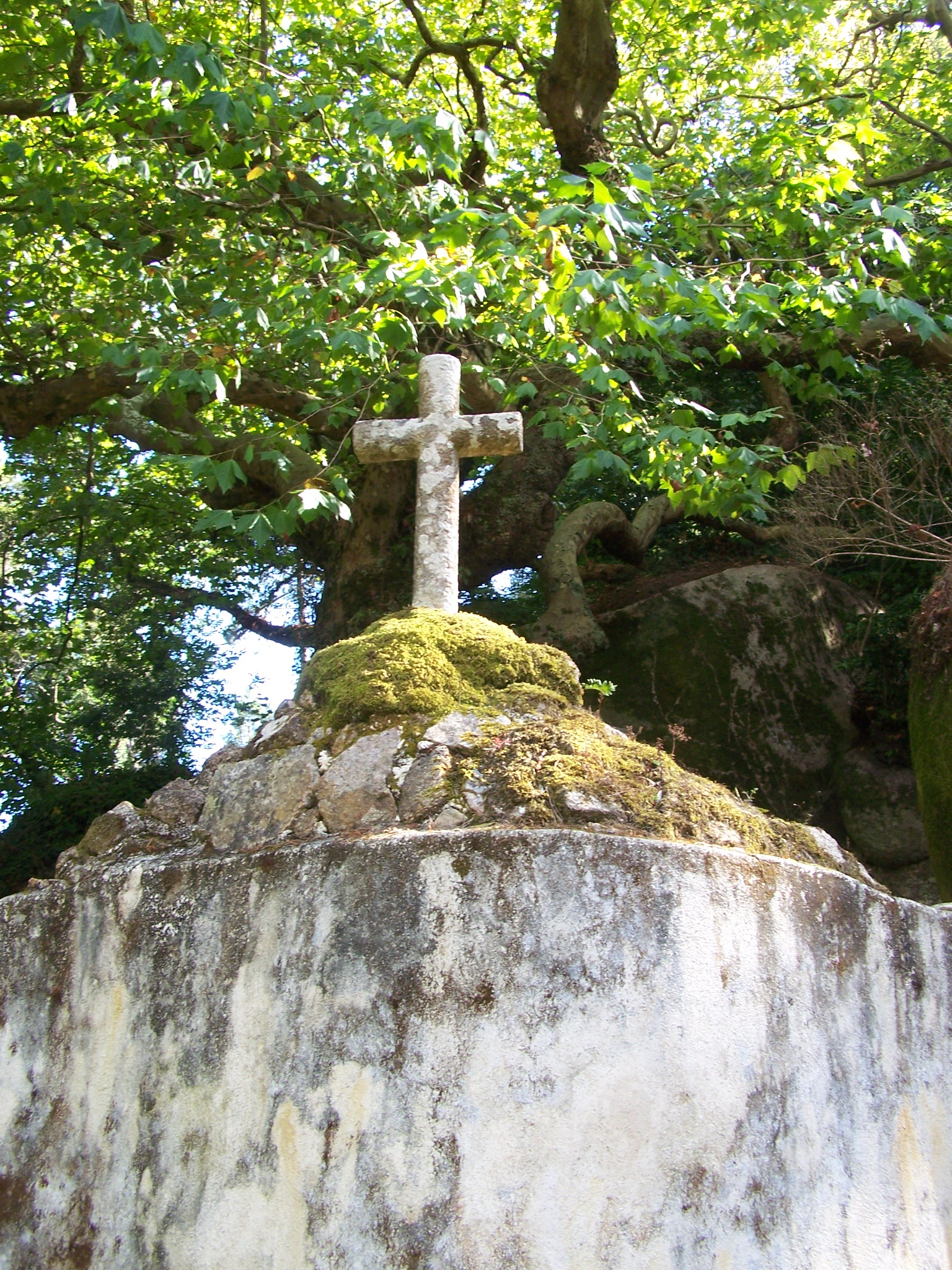
Convento dos Capuchos - Terreiro das Cruzes, Sintra, lugar de filmación de Lua Vermelha

## Reparto
- Mafalda Luís de Castro - Isabel Oliveira
- Rui Porto Nunes - Afonso Stuart  (186 años)
- António Camelier - Henrique Péres (73 años)
- Catarina Mago - Beatriz Monteiro (354 años)
- Afonso Araujo - Filipe Sousa
- Diogo Costa Reis - Joel Soares
- Henrique Carvalho - Hélio Raposo
- Pedro Jervis - Gustavo Vilaverde
- Cecília Henriques - Matilde Borges
- Eva Barros - Joana Amarante
- Laura Figueiredo - Laura Telles
- Inês Aires Pereira - Luísa Ruas
- Joana Oliveira - Rita Gouveia
- Raimundo Cosme - Tiago Marques
- Tiago Teotónio Pereira - Manuel (Manel) Zarco
- Carla Lopes - Clara Mendonça
- Sara Vicente - Maria do Céu Lage
- Raquel André - Vânia Fraga
- Rodolfo Venâncio - Edmundo Pestana(Ed)
- Alexandre Silva - Simão Paradela
- Cristina Cunha - Magda Sousa
- Ivo Alexandre - Abílio da Gama
- Joana Balaguer - Sofia Pinhão
- Luís Vicente - Lúcio Cunha
- Ronaldo Bonacchi - Guilherme Cardoso
- Sofia Espírito Santo - Fátima Loureiro
- Anabela Teixeira - Francisca Bianchi (115 años)
- Dimitry Bogomolov - Máximo (1000 años)
- Carlos Pimenta - Rogério Nogueira
- David Pereira Bastos - Samuel Garcia
- Filipe Vargas - André
- Paulo Oom - Raul Andrade
- Henrique Carvalho - Hélio Raposo

Participaciones ocasionales:
- Diana Chaves - Carolina (94 años)
- Inês Castel Branco - Helena Bathory (450 años)
- Merche Romero - Diana Amaral (51 años)
- Ricardo Pereira - Vasco Galvão (585 años)
- Virgílio Castelo - Jaguar
- Tobias Monteiro - Xavier (+200 años)
- Francisco Areosa - Duarte
- Tomás Alves- Victor (186 anos)
- Pedro Lacerda- Octávio (15 años)
- Diogo Morgado-Artur (915 años)
- Dânia Neto- Eva (138 años)
- Joana Seixas - Verónica
- João Manzarra- Mais Antigo (10 000 años)
- Sofia Nicholson - Mãe de Daniela

## Lugar de filmación
Los exteriores del Colegio Vale da Luz fueron filmados en Cascais, en el Palacio de los Condes de Castro Guimarães (también conocido como Torre de San Sebastián), un palacio del siglo XIX instalado en una pequeña ensenada que se extiende mar adentro.
Algunas escenas fueron rodadas en estancias del Convento dos Capuchos y Serra da Sintra. Algunos interiores fueron rodados en estudio.

## Banda sonora
- Morte ao Sol - Remake dos GNR
- Lua Vermelha - David Rossi e Ana Vieira
- Ai se ele cai - Xutos e Pontapés
- Embora doa - Klepht
- Balas de Prata - Sebenta
- Tudo de Novo - Klepht
- Cada día que passa - Tambor
- A vida dos outros - Pluto
- Contos de Fadas de Sintra e Lisboa - Os Pontos Negros
- Olhos de quem - Sebenta
- Linhas Cruzadas - Virgem Suta
- Apenas mais um dia - Manga
- Sangue Oculto - GNR
- Morfina - Mundo Cão
- Ela era só mais uma - Classificados

## Transmisión
| Fecha | Cadena                  | Canal | País                   | Bandera             |
| ----- | ----------------------- | ----- | ---------------------- | ------------------- |
| 2010  | SIC                     | 3     | Portugal               | Bandera de Portugal |
| 2012  | Televisa Networks       | Tiin  | México y Latinoamérica | Bandera de México   |
| 2013  | Canal Uno               | 12    | Ecuador                | Bandera de Ecuador  |
| 2012  | Panamericana Televisión | 5     | Perú                   | Bandera de Perú     |

## Audiencia
- "Lua Vermelha" alcanzó un  29,1% de share en su estreno, con un 24 % de media en conjunto (unos 500.000 espectadores en Portugal).